# Världsmästerskapet i landhockey för damer
Världsmästerskapet i landhockey för damer spelas sedan 1974.

## Resultat
| År   | Värdnation    | Final         | Final              | Final         | Match om tredjepris | Match om tredjepris | Match om tredjepris |
| År   | Värdnation    | Vinnare       | Resultat           | Tvåa          | Trea                | Resultat            | Fyra                |
| ---- | ------------- | ------------- | ------------------ | ------------- | ------------------- | ------------------- | ------------------- |
| 1974 | Frankrike     | Nederländerna | 0000 1 – 0 (e.fl.) | Argentina     | Västtyskland        | 2 – 0               | Indien              |
| 1976 | Västtyskland  | Västtyskland  | 2 – 0              | Argentina     | Nederländerna       | 1 – 0               | Belgien             |
| 1978 | Spanien       | Nederländerna | 1 – 0              | Västtyskland  | Argentina · Belgien | 0 – 0               |                     |
| 1981 | Argentina     | Västtyskland  | 1 – 1 (3–1 str.)   | Nederländerna | Sovjetunionen       | 5 – 1               | Australien          |
| 1983 | Malaysia      | Nederländerna | 4 – 2              | Kanada        | Australien          | 3 – 1               | Västtyskland        |
| 1986 | Nederländerna | Nederländerna | 3 – 0              | Västtyskland  | Kanada              | 0000 3 – 0 (e.fl.)  | Nya Zeeland         |
| 1990 | Australien    | Nederländerna | 3 – 1              | Australien    | Sydkorea            | 3 – 2               | England             |
| 1994 | Irland        | Australien    | 2 – 0              | Argentina     | USA                 | 2 – 1               | Tyskland            |
| 1998 | Nederländerna | Australien    | 3 – 2              | Nederländerna | Tyskland            | 3 – 2               | Argentina           |
| 2002 | Australien    | Argentina     | 1 – 1 (4–3 str.)   | Nederländerna | Kina                | 2 – 0               | Australien          |
| 2006 | Spanien       | Nederländerna | 3 – 1              | Australien    | Argentina           | 5 – 0               | Spanien             |
| 2010 | Argentina     | Argentina     | 3 – 1              | Nederländerna | England             | 2 – 0               | Tyskland            |
| 2014 | Nederländerna | Nederländerna | 2 – 0              | Australien    | Argentina           | 2 – 1               | USA                 |
| 2018 | England       | Nederländerna | 6 – 0              | Irland        | Spanien             | 3 – 1               | Australien          |
| 2022 | Spanien       | Nederländerna | 3 – 1              | Argentina     | Australien          | 2 – 1               | Tyskland            |